# Nederlandsk filosofi
Nederlandsk filosofi er filosofi fra Nederlandende, der inkluderer Holland.
Den nederlandske filosofi hører til den vestlige filosofi. Den havde især en afgørende betydning i renæssancen og nyere tid.

## Renæssance
Et af de vigtigste navne var Desiderius Erasmus Roterodamus eller bare Erasmus af Rotterdam, som var nederlandsk augustinerkannik, teolog, filolog og filosof. Han var katolik og blev augustinerkorherre. Han var 1500-tallets mest betydningsfulde humanist. Erasmus forsvarede ideen om, at mennesket har en fri vilje, og at denne er essentiel i forhold til at fastholde et menneskeligt ansvar overfor at overholde moralloven og de religiøse idealer. På den anden side fastholdt han til stadighed menneskets behov for Guds nåde.
Hugo Grotius var en hollandsk jurist og retsfilosof. Hans hovedværk var "De jure belli ac pacis libri tres", som blev skrevet i Paris, hvor Grotius protegeredes af Ludvig 13.. Grotius' retslære adskiller sig fra mange af tidens statsteorier ved at tage sit udgangspunkt i den menneskelige psyke.

## Oplysningstiden
Baruch de Spinoza var en vigtig nederlandsk filosof, der var påvirket af stoicismen. Spinoza mente at alt det eksisterende kunne forklares ud fra substansens begreb, da der ikke findes andet end substansen, hvorfor også substansen er uendelig. Denne substans identificerer han med Gud, hvilket viser hans panteisme, da han hermed mener at universet i en forstand er Guds legeme, samt at Gud og naturen er det samme.

### Primærlitteratur på dansk
- Erasmus, Desiderius (1745): Moria eller Daarligheds Berømmelse, overs. og med forord af Barthold Johan Lodde - Altona: Studenterforeningen
- Erasmus, Desiderius (1979): Tåbelighedens lovprisning. Oversat og med indledning af Villy Sørensen: med brev fra Erasmus af Rotterdam til Thomas Morus; med noter og navneregister; med tegninger af Hans Holbein. Gyldendal
- Spinoza, Baruch de (2010): “Etik”. Det lille forlag

### Primærlitteratur på engelsk og tysk
- Erasmus, Desiderius (1990). "The Erasmus Reader." University of Toronto Press. ISBN 9780802068064.
- Erasmus, Desiderous (2014). In Praise of Folly, Project Gutenberg
- Erasmus von Rotterdam (2014). Das Lob der Torheit. GB

### Sekundærlitteratur på dansk
- Olaf Carlsen (1938): "Hugo Grotius og Sorø Akademi. En kritisk studie". Taastrup
- Flebo, Hanne & Hans Jacob Hansen (red.) (1982): "Erasmus: signalement af europæisk kultur i 1500-tallet". Museum Tusculanum. ISBN 87-88073-01-7.
- Hansen, Oskar Borgman (1991): "Spinoza". De store tænkere; Munksgaard, København 1991; ISBN 87-16-10879-5)
- Koch, Carl Henrik (2015) “Spinoza - Kætter og filosof”. Lindhardt & Ringhof. ISBN 9788711441572
- Zweig, Stefan (2015): “Erasmus af Rotterdams triumf og tragedie”. Kristeligt Dagblads Forlag

### Sekundærlitteratur på engelsk
- Caspari, Fritz (1947). "Erasmus on the Social Functions of Christian Humanism". Journal of the History of Ideas. 8 (1): 78–106.
- Morrison, John (2018). “Spinoza on Mind, Body, and Numerical Identity”. New York City: Columbia University Press